# آرگا-سالا
آرگا-سالا (روسی: Арга-Сала) یک رودخانه در سرزمین کراسنویارسک کشور روسیه است.